# Clavulinopsis lignicola
Clavulinopsis lignicola är en svampart som först beskrevs av R.H. Petersen, och fick sitt nu gällande namn av Corner 1970. Clavulinopsis lignicola ingår i släktet Clavulinopsis och familjen fingersvampar.   Inga underarter finns listade i Catalogue of Life.